# 민족 분쟁
민족 분쟁 또는 민족 대립은 둘 이상의 민족의 분쟁이다. 분쟁의 원인이 정치, 사회, 경제, 종교일 수 있다. 갈등의 원인은 정치적, 사회적, 경제적 또는 종교적일 수 있지만, 갈등을 겪고 있는 개인은 사회 내에서 자신이 속한 인종 집단의 지위를 위해 명시적으로 싸워야 한다는 것이다. 민족 분쟁의 기준은 다른 형태의 투쟁과 차이점을 보인다.
민족 분쟁에 대한 학문적 설명은 일반적으로 원시주의자, 도구주의자, 구성주의자라는 세 가지 사고 학파 중 하나에 속한다. 최근 일부에서는 민족 분쟁에 대한 하향식 설명이나 상향식 설명을 주장해 왔다. 지적 논쟁은 또한 냉전 종식 이후 민족 분쟁이 더욱 만연해졌는지 여부와 연합주의 및 연방화와 같은 도구를 통해 갈등을 관리하는 방법을 고안하는 데 초점을 맞춰 왔다.

## 원인 이론
민족 집단은 다른 집단에 비해 더 쉽게 불만을 제기하고, 더 잘 동원할 수 있으며, 어려운 교섭 문제에 직면할 가능성이 더 높기 때문에 반란 조직은 민족을 중심으로 조직될 가능성이 더 높다고 주장된다. 민족 분쟁의 원인은 정치학자와 사회학자 사이에서 논쟁의 쟁점에 있다. 공식적인 학문적 설명은 일반적으로 원시주의자, 도구주의자, 구성주의자라는 세 가지 사고 학파 중 하나에 속한다.

## 예시
- 유고슬라비아 전쟁
- 북아일랜드 분쟁
- 북캅카스 반란
- 나고르노카라바흐 분쟁
- 아르메니아인 집단학살
- 르완다 집단학살
- 미얀마의 로힝야족 박해
- 수단 민족 갈등
- 튀르키예-PKK 분쟁
- 미얀마 내전
- 스리랑카 내전

## 같이 보기
- 집단학살
- 증오범죄
- 진행 중인 군사 분쟁 목록